# Nati nel 1271
| Questa pagina contiene informazioni ricavate automaticamente dalle voci biografiche con l'ausilio del template Bio e di un bot. L'aggiornamento è periodico e automatico e ricostruisce completamente la pagina. Se manca una persona in questa lista, sei pregato di non aggiungerla, ma accertati piuttosto che la sua voce biografica contenga il template Bio e che i dati anagrafici siano correttamente compilati. Se il template Bio manca, inseriscilo tu stesso o, in alternativa, metti l'avviso {{tmp\|Bio}} che ne segnala la mancanza. Se i dati riportati sono sbagliati, correggi direttamente la voce biografica; le modifiche saranno visibili in questa lista entro pochi giorni. Per chiarimenti vedi il progetto biografie. La lista contiene solo le 13 persone che sono citate nell'enciclopedia e per le quali è stato implementato correttamente il template Bio. Pagina aggiornata al 10 ago 2025. |

- 4 gennaio - Isabella d'Aragona, sovrana portoghese († 1336)
- 13 marzo - Guta d'Asburgo, regina († 1297)
- 14 marzo - Stefano I di Baviera, duca († 1310)
- 8 settembre - Carlo Martello d'Angiò, sovrano († 1295)
- 27 settembre - Venceslao II di Boemia, re († 1305)
- 5 novembre - Ghazan Khan, sovrano mongolo († 1304)
- Dino Frescobaldi, poeta italiano
- Gong Di, imperatore cinese († 1323)
- Michail Jaroslavič, principe russo († 1318)
- Teodoro III d'Armenia, re († 1298)
- Varnerio di Oberwesel, santo tedesco († 1287)
- Bernat de Rocafort, mercenario spagnolo († 1309)
- Enrico II di Cipro, re († 1324)